# Royal Yacht Club of Tasmania
Le Royal Yacht Club of  Tasmania, est le plus grand club nautique de 
État australien de Tasmanie. Il est surtout connu pour son rôle en tant que destination d'arrivée de la course annuelle de Sydney-Hobart Yacht Race.
Initialement connu sous le Derwent Sailing Boat Club, pour son emplacement sur la rivière Derwent à Hobart, le club a été fondé en 1880.

Il porta ce nom pendant trente ans jusqu'à ce que, en 1910, le roi Édouard VII lui a accordé, par Charte royale, l'autorisation d'utiliser le préfixe " Royal".
Le club dispose d'une marina  de 120 places et des installations d'entretien.